# Racomitrium subsecundum
Racomitrium subsecundum är en bladmossart som beskrevs av Mitten 1857. Racomitrium subsecundum ingår i släktet raggmossor, och familjen Grimmiaceae. Inga underarter finns listade i Catalogue of Life.